# Tomatidin
Tomatidin ist ein Naturstoff aus der Gruppe der Solanum-Steroidalkaloide. Es ist ein Alkaloid vom Spirosolan-Typ.

## Vorkommen
Tomatidin findet sich frei und als Glycosid α-Tomatin in Tomaten und in den Schalen von Auberginen. In reifen Früchten ist die enthaltene Menge so gering, dass keine Vergiftungsgefahr besteht.